# عنکبوت‌های میرشکار
عنکبوت‌های میرشکار (Sparassidae) نام یک تیره از فروراسته تارتنک‌ریختان است.